# Грачич
Грачич (словен. Gračič) је насељено место у општини Зрече, Савињска регија, Словенија.

## Историја
До територијалне реорганизације у Словенији био је у саставу старе општине Словенске Коњице.

## Становништво
У попису становништва из 2011. године, Грачич је имао 65 становника.
| Број становника према пописима | Број становника према пописима | Број становника према пописима |
| ------------------------------ | ------------------------------ | ------------------------------ |
| 1991                           | 2002                           | 2011                           |
| 67                             | 58                             | 65                             |